# Heptabarbital
Heptabarbital ist eine chemische Verbindung aus der Gruppe der Barbiturate und damit ein Derivat der Barbitursäure. Die Substanz sowie ihr Mononatriumsalz (Handelsname Medomin®) wurden als kurz wirksamer Arzneistoff gegen Einschlafstörungen verwendet. Derzeit ist in Deutschland kein Präparat mit Heptabarbital mehr im Einsatz.

## Geschichte
Im Jahre 1946 hat die Firma Geigy das Patent für diese Substanz angemeldet. Wie viele andere Derivate der Barbitursäure, wurde auch Heptabarbital in Form seines Natrium-Salzes als Schlafmittel und Beruhigungsmittel eingesetzt. Da Barbiturate zu einer gewissen Abhängigkeit führen und zudem Missbrauch betrieben wurde, wird Heptabarbital (Medomin®) heute nicht mehr hergestellt und verwendet.

## Gewinnung und Darstellung
Die Darstellung kann theoretisch durch Reaktion von Harnstoff mit dem zuvor entsprechend alkylierten Malonsäurediethylester (Diethylmalonat) erfolgen.
Ein Beispiel für die theoretische Herstellung:

## Verwendung
Früher wurde Natrium-Heptabarbital, ähnlich wie beispielsweise Pentobarbital, Cyclobarbital und Aprobarbital, als Schlaf- und Beruhigungsmittel verwendet. Die mittlere Dosis lag zwischen 100 und 200 mg.
Die Substanz führt jedoch zu körperlicher Abhängigkeit, welche mit Alkoholismus vergleichbar ist. Ein Entzug führt zu Nervosität, Zittern, Störung der Reaktionsfähigkeit und Reizbarkeit. Im Extremfall kann sogar ein Delirium tremens auftreten. Überdosen können zudem zum Tode führen.
Wie viele andere Barbiturate wird Heptabarbital deshalb heute nicht mehr verwendet.